# Sede centrale della HSBC
La sede centrale della HSBC è situata nella parte sud della Statue Square, nel sito del vecchio municipio, ad Hong Kong (costruito nel 1869 e demolito nel 1933). La precedente sede della HSBC era stata costruita nel 1935 e demolita per lasciare posto alla costruzione odierna.

## Design
Il nuovo edificio è stato disegnato dall'architetto inglese Norman Foster. La sua progettazione e costruzione ha richiesto sei anni, dal 1979 al 1985. Il palazzo, alto 180 metri, ha 47 piani e 4 livelli sotterranei. L'edificio è sostenuto da 8 piloni formati da 4 tubi ciascuno. Ai lati del corpo centrale sono disposti modularmente i vari servizi, gli ascensori e le scale.
Sono state usate 30000 tonnellate di acciaio e 4500 tonnellate di alluminio, e sembra che l'opera sia costata 5 miliardi di dollari di Hong Kong (oltre 50 milioni di Euro).

## Caratteristiche
La principale caratteristica della sede della HSBC di Hong Kong è l'assenza di strutture portanti interne: i piloni di sostegno sono interamente a vista.
Un'altra importante caratteristica è il fatto che la luce naturale costituisca la fonte primaria d'illuminazione all'interno dell'edificio: enormi specchi azionati da computer riflettono i raggi del sole dal soffitto dell'enorme atrio. L'uso dell'illuminazione naturale provvede ad un maggiore risparmio energetico. Per il sistema di condizionamento è inoltre usata acqua di mare come refrigerante, eliminando lo spreco di acqua potabile.